# Meervaart

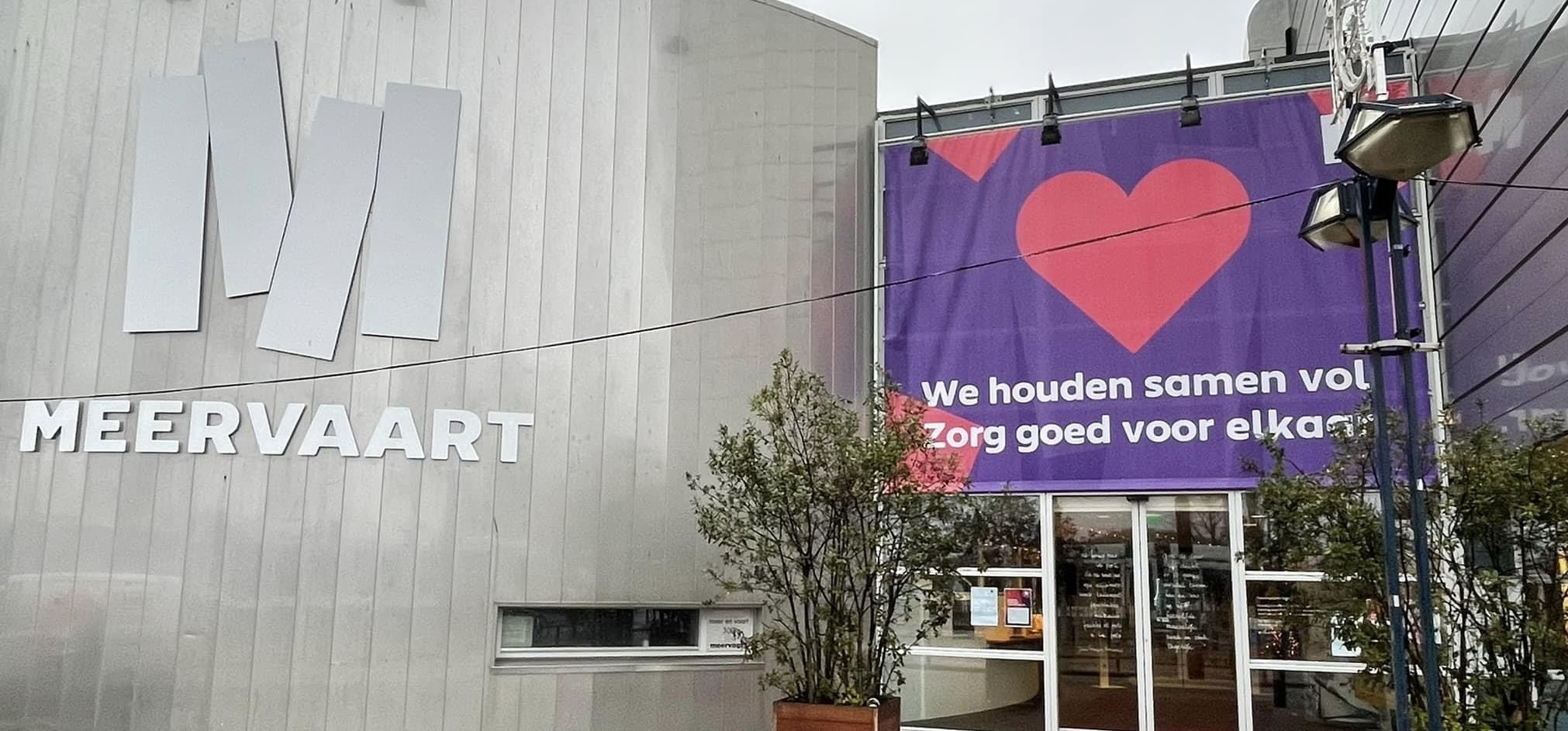
Meervaart entree tijdens Covid-19

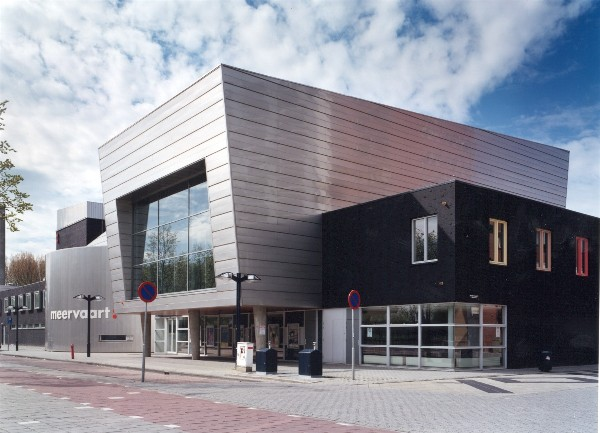
Meervaart (voorzijde)

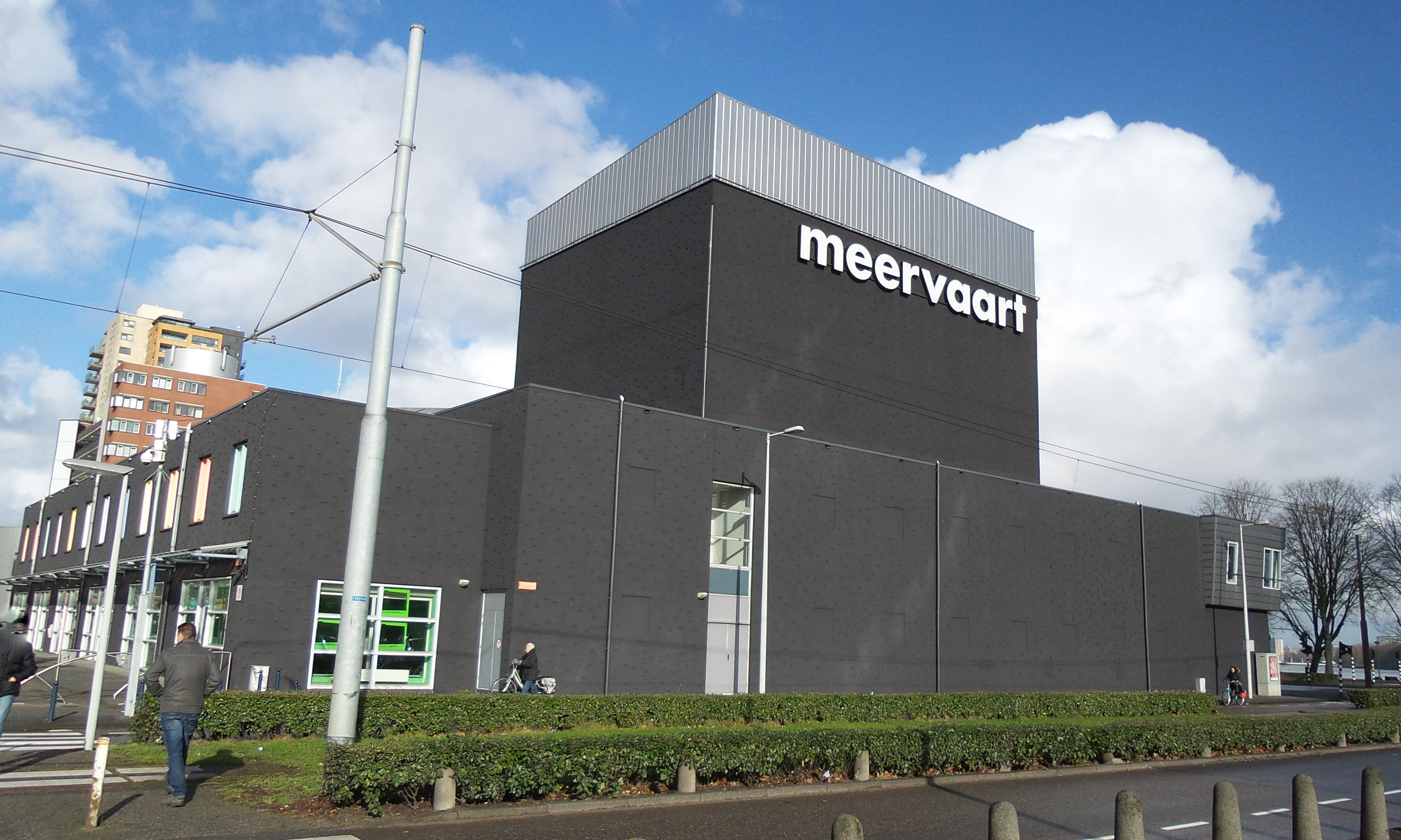
Meervaart gezien vanuit zuidelijke richting

Meervaart is een theater en een congrescentrum in Amsterdam Nieuw-West.
Meervaart is een eigentijds grootstedelijk theater waar publiek en makers met uiteenlopende achtergronden, smaakvoorkeuren en ambities met elkaar in contact komen. De Meervaart verbindt de buurt, de stad en de wijdere wereld met elkaar. Dit doet zij als podium, als broedkamer van talent, als centrum voor vrijetijdsbesteding, als plek voor sociaal-artistieke projecten en als kenniscentrum voor grootstedelijke podiumkunst. Daarnaast trekt haar locatie externe partijen aan die een congres of evenement organiseren. Zij zien een meerwaarde in de artistiek-maatschappelijke context van het theater. De interactie van deze activiteiten maakt de Meervaart tot een cultureel knooppunt dat geworteld is in het hart van Amsterdam Nieuw-West.
Meervaart heeft als allround theater een brede toegankelijke programmering met bijzondere aandacht voor de representatie van de grootstedelijke samenleving. Haar kracht schuilt in de interactie tussen genres, disciplines en de presenterende en educatieve activiteiten. De Meervaart is een instelling die verbanden legt en samenwerkingen initieert. Ze geeft nieuwe makers een centrale rol en creëert rijkere ervaringen rond uitvoeringen die variëren van themamaaltijden tot lezingen. Dit doet de Meervaart om kansen te creëren voor nieuwe makers en culturele uitingsvormen, waarmee het eveneens aansluit op de behoeftes van een breed en nieuw publiek.
In 1966 werden al de eerste plannen gemaakt voor de bouw van een vrijetijdscentrum in de toen nog nieuwe tuinstad Osdorp. Het centrum bestaat sinds 1977 en is vernoemd naar de straat Meer en Vaart, waaraan het is gelegen. Aanvankelijk werd het grotendeels door vrijwilligers draaiend gehouden. In 1981 ging het beheer over naar het toenmalige stadsdeel Osdorp. Ook vonden er in die tijd rechtstreekse televisie-uitzendingen plaats, zoals Sonja's goed nieuws show en Sonja op...
In 1986 begon hier het kinderfilmfestival Cinekid.
In 1999 werd de Meervaart grondig verbouwd, waarbij het oorspronkelijke gebouw tot op het skelet werd gestript. Er werden nieuwe zalen, vergaderruimten en een toneeltoren toegevoegd. Het complex heeft nu een grote zaal met 800 plaatsen (de rode zaal) en een kleinere zaal met 250 plaatsen (de blauwe zaal), die beide zowel voor voorstellingen als congressen kunnen worden gebruikt. Daarnaast is er nog een aantal vergaderzalen.
Meervaart kent drie kerntakken: 1. Theater, 2. Educatie & Talentontwikkeling (Meervaart Jong (voorheen 4West) en Meervaart Studio (voorheen Studio West)) en 3. (Niet-)Culturele Verhuur.
Het theater ligt buiten het centrum van de stad vlak bij de ring A10. De programmering bestaat uit ca. 350 voorstellingen per jaar: cabaret, muziek, toneel, show, wereldmuziek, dans, jeugd- en familievoorstellingen. Jaarlijks worden er ca. 150 congressen in de Meervaart gehouden.
Op 1 februari 2019 werd Yassine Boussaid directeur van Meervaart. 
Eerdere directeuren waren: Andreas Fleischmann, Bert Liebregs, Hans Brouwer, Pieter Erkelens en Han Hogeland.